# Луньов Костянтин Федорович
Костянтин Федорович Луньов (3 вересня 1907, село Гаврилов-Ям Ярославської губернії, тепер місто Ярославської області, Російська Федерація — червень 1980, місто Москва) — радянський діяч органів державної безпеки, 1-й заступник голови КДБ СРСР, голова КДБ при РМ Казахської РСР, генерал-майор (31.05.1954). Кандидат у члени ЦК КПРС у 1956—1961 роках. Депутат Верховної ради РРФСР 4—5-го скликань.

## Життєпис
Народився в родині робітника-текстильника.
З вересня 1922 рік навчався в школі фабрично-заводського учнівства при фабриці «Зоря соціалізму» в селі Гаврилов-Ям. З липня 1926 року працював ткацьким підмайстром фабрики «Зоря соціалізму» в селі Гаврилов-Ям.
Член ВКП(б) з серпня 1926 року.
У березні 1928 — грудні 1929 року — представник Ярославського губернського комітету ВЛКСМ в губернському відділі Спілки текстильників.
У грудні 1929 — квітні 1931 року — інструктор ЦК Спілки текстильників у місті Москві.
У квітні 1931 — серпні 1933 року — заступник завідувача відділу зарплати і виробництва ЦК Спілки робітників льонопенькової промисловості.
У серпні 1933 — грудні 1934 року — голова роітничого комітету Криловської машинно-тракторної станції станиці Катеринівська Павловського району Азово-Чорноморського краю.
У грудні 1934 — березні 1937 року — начальник сектора кадрів Головного управління лляної промисловості Народного комісаріату легкої промисловості СРСР. У квітні — вересні 1937 року — начальник планового відділу Головного управління лляної промисловості новобудов Народного комісаріату легкої промисловості СРСР.
У вересні 1937 — грудні 1940 року навчався в Промисловій академії, в січні — червні 1941 року — в Московському текстильному інституті.
У червні 1941 — березні 1942 року — інструктор із текстильної та легкої промисловості Московського обласного комітету ВКП(б).
У березні — серпні 1942 року — секретар Серпуховського міського комітету ВКП(б) із кадрів Московської області.
У серпні 1942 — листопаді 1946 року — 1-й секретар Павлово-Посадського міського комітету ВКП(б) Московської області.
У листопаді 1946 — листопаді 1948 року — заступник завідувача відділу кадрів Московського обласного комітету ВКП(б).
У листопаді 1948 — травні 1953 року — завідувач адміністративного відділу Московського обласного комітету ВКП(б) (КПРС). У травні — червні 1953 року — завідувач відділу адміністративних та торгово-фінансових органів Московського обласного комітету КПРС.
З червня 1953 року — в органах внутрішніх справ і державної безпеки СРСР.
27 червня — 30 липня 1953 року — начальник 9-го Управління (охорона керівників партії і уряду) Міністерства внутрішніх справ СРСР.
30 липня 1953 — 13 березня 1954 року — 1-й заступник міністра внутрішніх справ СРСР.
13 березня 1954 — 31 серпня 1959 року — 1-й заступник голови Комітету державної безпеки (КДБ) при Раді міністрів СРСР, член колегії КДБ СРСР, одночасно член Комісії із розгляду положення спецпоселенців. З 8 по 25 грудня 1958 року — в.о. голови Комітету державної безпеки (КДБ) при Раді міністрів СРСР.
31 серпня 1959 — 12 квітня 1960 року — голова Комітету державної безпеки (КДБ) при Раді міністрів Казахської РСР.
З квітня 1960 року перебував у розпорядженні КДБ при Раді Міністрів СРСР. 1 серпня 1960 року звільнений в запас через хворобу. З серпня 1960 по червень 1961 року — на пенсії в місті Москві.
У червні 1961 — 1965 року — помічник, у 1965 — березні 1969 року — заступник директора науково-дослідного інституту (НДІ—8) п/с 788 (з січня 1967 року — науково-дослідного і конструкторського інституту енерготехніки (НДІКІЕТ)) із режиму в місті Москві.
З березня 1969 року — персональний пенсіонер союзного значення в Москві.
Помер у червні 1980 року. Похований на Кунцевському цвинтарі Москви.

## Звання
- полковник державної безпеки (1953)
- генерал-майор (31.05.1954)

## Нагороди
- орден Червоного Прапора
- орден Трудового Червоного Прапора (4.09.1957)
- орден Червоної Зірки
- два ордени «Знак Пошани»
- медалі